# Cabeza Mediana (Moralzarzal)

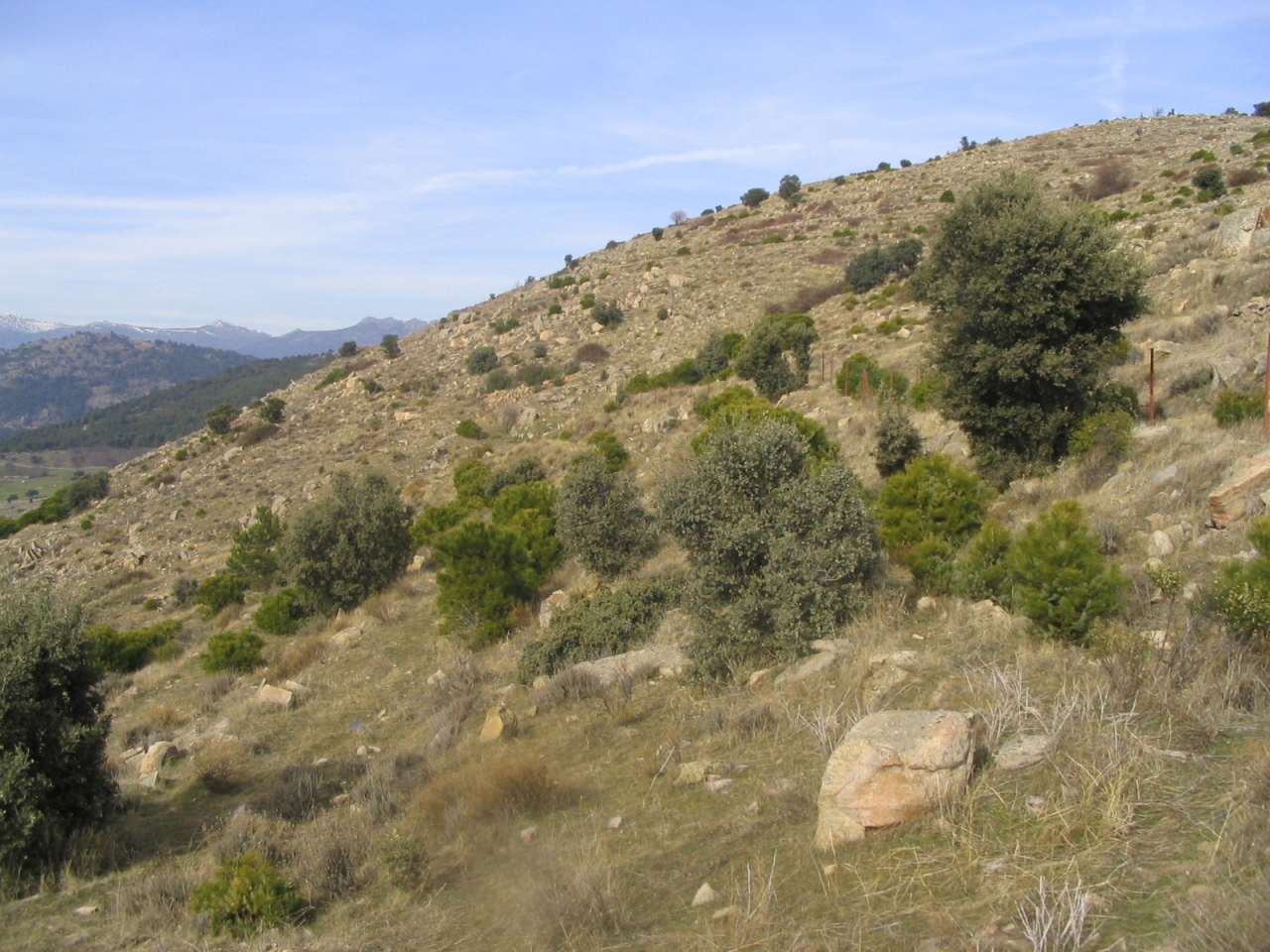
Ladera sur de Cabeza Mediana.

El cerro de Cabeza Mediana, también conocido como cerro del Telégrafo o cerro del Cañal, es un monte-isla situado al pie de las laderas meridionales de la sierra de Guadarrama (España), a la que pertenece geológicamente, pero de la que aparece separado mediante una llanura. Está enclavado entre los términos de Alpedrete, Moralzarzal y Collado Mediano, todos ellos municipios de la Comunidad de Madrid. Su altitud es de 1331 m.
Otras formaciones montañosas también son conocidas bien como Cerro del Telégrafo, bien como Cabeza Mediana. Es el caso del Cerro o Alto del Telégrafo, ubicado en el puerto de Navacerrada, en las provincias de Madrid y Segovia. Sin salir de la sierra de Guadarrama, el parque natural de Peñalara alberga un pico de 1691 m de altitud, denominado Cabeza Mediana, en el pueblo madrileño de Rascafría.

## Medio físico
Esta formación montañosa presenta una ubicación aislada, en medio de una llanura, cuya extensión meridional da lugar a la denominada Hoya de Villalba. Diferentes fracturas lo separan del eje axial guadarrameño, que lo flanquea por el norte y oeste, y de la sierra del Hoyo de Manzanares, que aparece hacia el este. 
Existen otros montes-isla en la vertiente madrileña de la sierra de Guadarrama, entre los cuales Cabeza Mediana es el de menor altitud. Con sus 1331 m de altura máxima, se ve superado por la sierra de La Cabrera (1564 m), Las Machotas (1466 m), el Cerro de San Pedro (1423 m) y la propia Sierra del Hoyo (1404 m).
El cerro, de aspecto redondeado y relieve poco escarpado, está integrado por materiales graníticos, que han sido utilizados históricamente como canteras. No hay corrientes fluviales de importancia. En él nacen diferentes arroyuelos, ninguno de los cuales tiene un curso permanente, que van a parar al Guadarrama o al Manzanares, en este último caso, a través del río Samburiel. Cabe destacar el Arroyo del Cañal, que pasa por el término municipal de Alpedrete, y el Arroyo del Valle, que forma después el Arroyo de La Poveda.
Su vegetación integra algunas masas boscosas, entre las que sobresalen las situadas a los pies de su vertiente oriental. En esta zona aparece el pino piñonero, que puebla las cotas más bajas, y el pino carrasco, que aparece conforme se gana en altitud. Las restantes laderas, principalmente la meridional, se encuentran bastante degradadas en términos botánicos. Aquí asoman pastizales y matorrales, que han sustituido a los antiguos bosques de coníferas.
En lo que respecta a la fauna, concentra una importante y valiosa población de aves, destacando el buitre leonado, el buitre negro, el águila real, el milano real, el ratonero común, el gavilán, el búho real, el arrendajo y el rabilargo.

## Telégrafo óptico

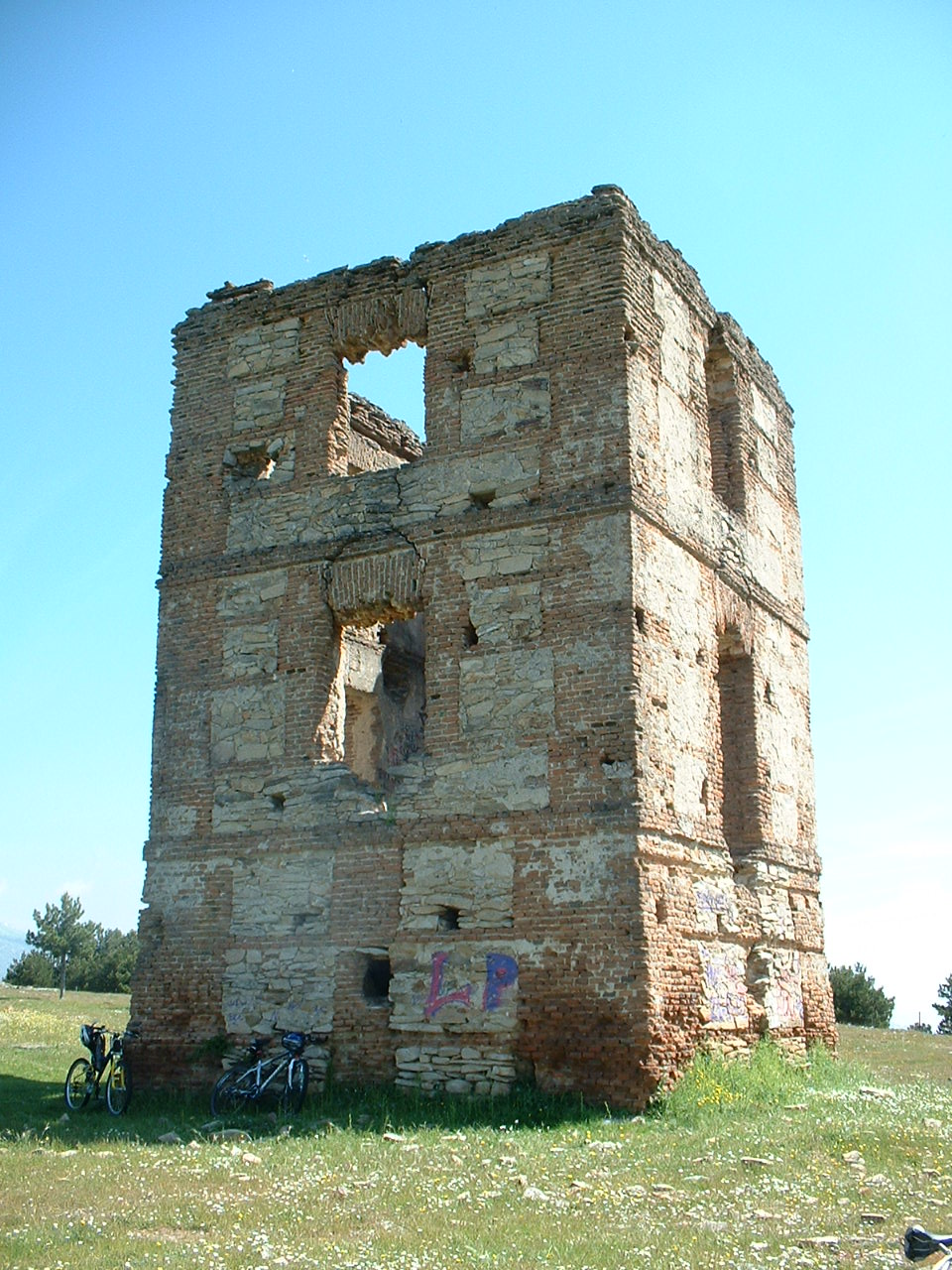
Telégrafo óptico que corona Cabeza Mediana, antes de su restauración.

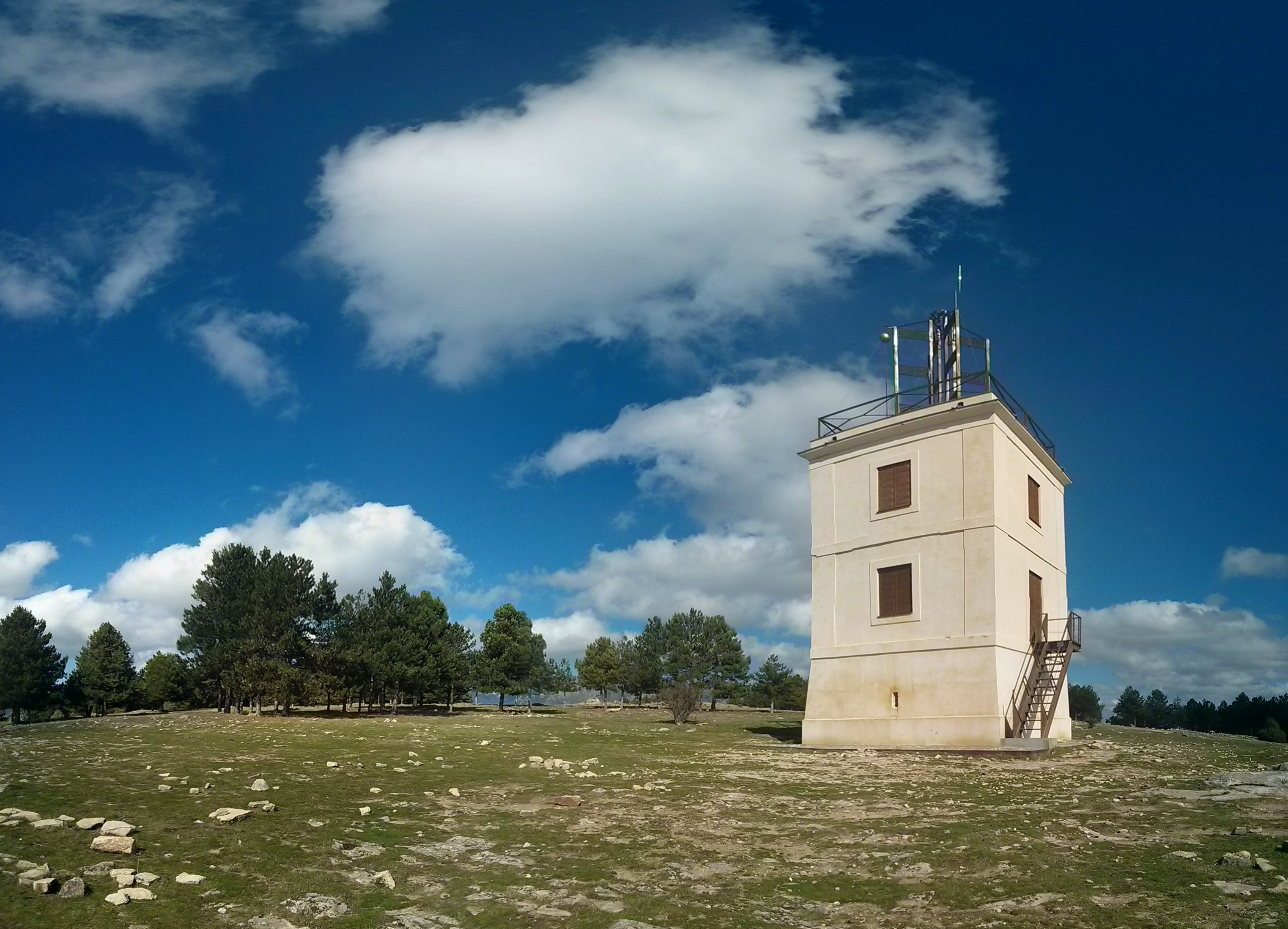
El telégrafo después de la restauración de 2008 (fotomontaje panorámico)

El cerro está coronado por un antiguo telégrafo óptico, del que toma uno de sus tres nombres. Este sistema permitía antiguamente la visualización a distancia de diferentes señales ópticas, generadas por reflexión lumínica.
El telégrafo óptico de Cabeza Mediana, conocido como Torre de Monterredondo, se halla en el término municipal de Collado Mediano, muy cerca del límite con Moralzarzal, del que le separan apenas 50 m. Fue edificado en 1841 y formaba parte de una cadena de torres que mantenían contacto visual entre sí, mediante la cual se propagaban los mensajes de un punto a otro, en un tiempo relativamente corto. Otras torretas próximas se alzaban sobre los términos de Torrelodones (en buen estado de conservación) y Navacerrada, en la Comunidad de Madrid.  
La línea de torres se prolongaba por la vertiente segoviana de la Sierra de Guadarrama, permitiendo la comunicación con los palacios reales de La Granja y Riofrío. De esta forma se podía comunicar de forma rápida desde la capital del reino con la familia real mientras pasaba sus días en estos palacios.
Estaba integrado como la torre número 5 de la línea de Castilla, dentro del proyecto de telegrafía óptica de José María Mathé. Se sitúa unos cien metros más abajo del vértice geodésico del cerro y puede divisarse, incluso, desde la Hoya de Villalba. La Torre de Monterredondo fue restaurada en el verano de 2008, a partir de los planes originales. Se ha añadido de nuevo un aparato de señales ópticas. 
Como todas las torres de esta línea, esta torre es de tres plantas, estando situada la puerta de entrada en la segunda, de forma que es necesaria una escalera para poder acceder a ella. Retirando la escalera, podían su moradores resguardarse del ataque de los bandoleros. 

## Acceso

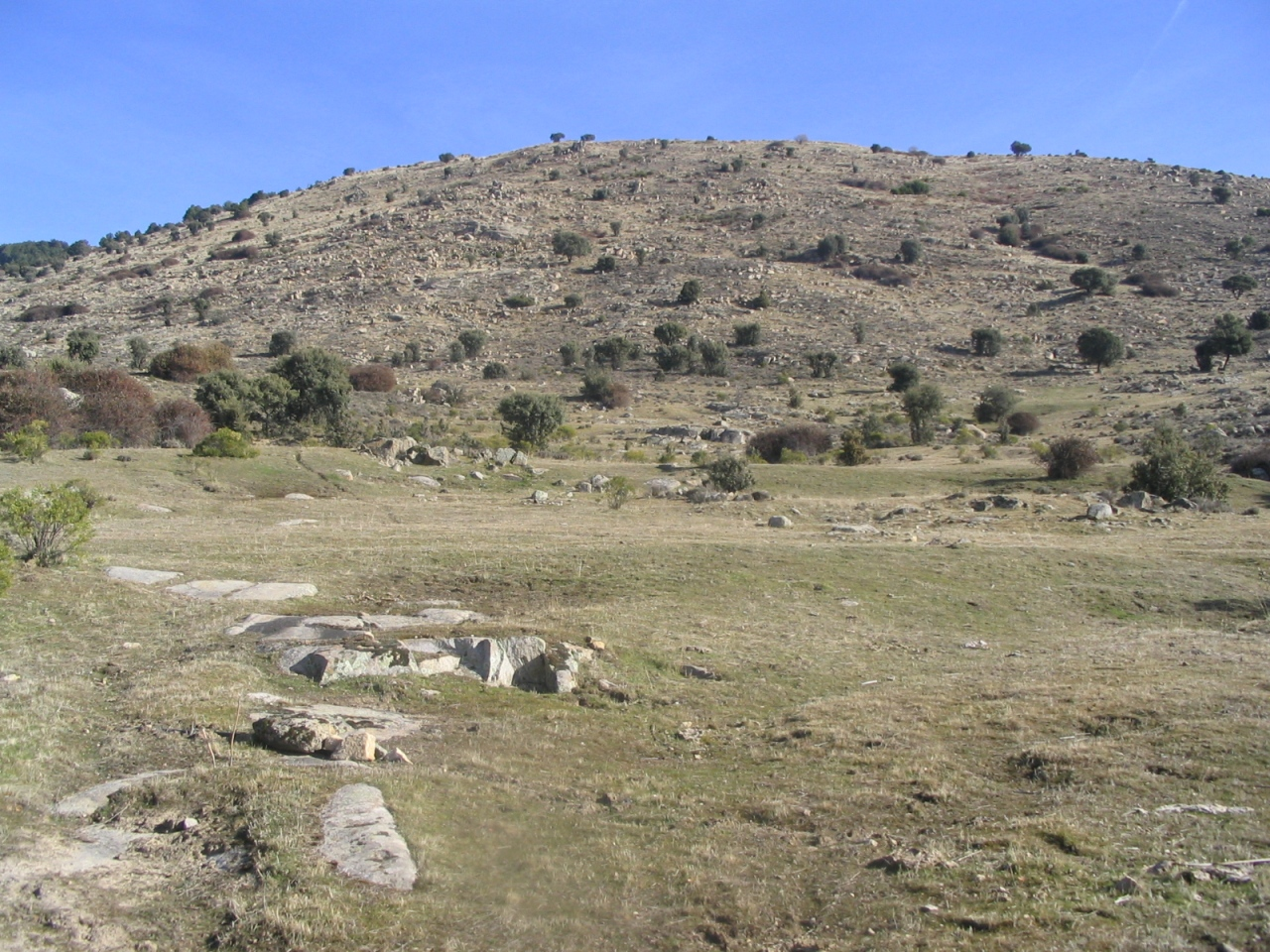
Ladera este de Cabeza Mediana.

Cabeza Mediana apenas ofrece dificultades de ascenso. La forma más directa de llegar es desde Moralzarzal, pueblo que se encuentra atravesado por la comarcal M-608, a los pies de la ladera este del cerro. Esta carretera puede tomarse desde la A-6 (autopista de Madrid-La Coruña), a la altura de Collado Villalba.
En la parte más alta del casco urbano de Moralzarzal, se encuentra el Parque de La Tejera, que protege los pinares inferiores de la montaña. Desde aquí, cerca del depósito de agua, parte una pista forestal que conduce directamente hasta la cumbre, apta tanto para senderistas como para ciclistas. 
Durante el recorrido se salvan 300 m de desnivel, a lo largo de aproximadamente 6 km. La Fuente del Cañal, la Fuente del Retén (1986) y el Pico Martillo son algunos de los parajes que forman parte del camino, antes de llegar a la cima.